# جودي باكا
جودي باكا (بالإنجليزية: Judy Baca)‏ هي رسامة أمريكية، ولدت في 20 سبتمبر 1946 في لوس أنجلوس في الولايات المتحدة.

## وصلات خارجية
- الموقع الرسمي
- جودي باكا على موقع IMDb (الإنجليزية)
- جودي باكا على موقع ديسكوغز (الإنجليزية)
- جودي باكا على موقع قاعدة بيانات الفيلم (الإنجليزية)